# Peter Taylor (Fußballspieler, 1928)
Peter Thomas Taylor (* 2. Juli 1928 in Nottingham; † 4. Oktober 1990 auf Mallorca, Spanien) war ein englischer Fußballspieler und -trainer. Seine größten Erfolge hatte er als Assistenztrainer von Brian Clough mit Derby County und Nottingham Forest.

## Karriere als Spieler
Peter Taylor war vor Beginn seiner Spielerkarriere in der Jugendmannschaft seines Heimatvereins Nottingham Forest aktiv. Seine Profilaufbahn begann er jedoch bei Coventry City. Die Zeit zwischen 1950 und 1955 verbrachte er in der zweit- und dritthöchsten englischen Spielklasse. 1955 erfolgte sein Wechsel zum FC Middlesbrough, die in der Saison 1953/54 aus der ersten Liga abgestiegen waren. Bei seinem neuen Verein lernte Taylor Brian Clough kennen, der zu dieser Zeit zu den besten Stürmern Englands zählte. Doch auch dessen Tore führten nicht zu einer Rückkehr in die erste englische Liga und so spielte Middlesbrough auch bei Taylors Wechsel 1961 immer noch in der Second Division. Nach einer Spielzeit bei Port Vale war er von 1962 bis 1965 als Spielertrainer bei Burton Albion aktiv.

## Karriere als Trainer
Nach drei Jahren beim unterklassigen Verein Burton Albion, übernahm Taylor 1965 die Tätigkeit als Assistenztrainer bei Brian Clough, der inzwischen als Trainer beim Viertligisten Hartlepools United tätig war. Hartlepool hatte in den Jahren zuvor regelmäßig gegen den Abstieg gespielt. In seiner letzten Saison 1966/67 in Hartlepool erreichte das Trainerteam mit seiner Mannschaft einen achten Tabellenplatz. Nach der Spielzeit entschied sich Taylor gemeinsam mit Brian Clough zu einem Wechsel zum englischen Zweitligisten Derby County.

## Derby County
Auch Derby hatte in den Jahren zuvor stets gegen den Abstieg gekämpft und bekam unter dem Trainerduo neuen Aufwind. Das neue Trainerteam und dabei speziell Peter Taylor verpflichtete in der folgenden Zeit Spieler wie Dave Mackay, Roy McFarland, John McGovern und John O’Hare. Nach Platz 18 in der ersten Spielzeit erreichte das Team 1968/69 souverän als Tabellenerster den Aufstieg in die Football League First Division 1969/70. Dort gelang dem Aufsteiger ein nicht erwarteter vierter Tabellenplatz. Aufgrund finanzieller Probleme bekam der Verein zwar nicht die Startberechtigung für den Europapokal, dafür gelang in der Football League First Division 1971/72 der große Wurf mit dem Gewinn der englischen Meisterschaft. Sowohl für das Trainerduo als auch für Derby County war es die erste erzielte Meisterschaft. Am letzten Spieltag wies Derby lediglich einen Punkt Vorsprung auf die Verfolger Leeds United, FC Liverpool und Manchester City auf. Durch den Titel in der Meisterschaft qualifizierte sich die Mannschaft für den Landesmeistercup 1973 und scheiterte dort erst im Halbfinale an Juventus Turin um Dino Zoff, Fabio Capello und Helmut Haller. In der Zeit zuvor hatte sich Brian Clough in Zeitungs- und Fernsehinterviews immer wieder negativ über die eigene Vereinsführung, Fans und gegnerische Trainer geäußert. Speziell mit Don Revie von Leeds United pflegte er eine innige Feindschaft.
Cloughs Arroganz und selbstherrliches Auftreten gegenüber dem Fußballestablishment führten dazu, dass er sich mit der Vereinsführung überwarf und den Verein zu Beginn der Saison 1973/74 verließ. Peter Taylor wäre gerne in Derby geblieben und war dementsprechend nicht besonders glücklich mit der neuen Situation. Trotzdem setzte er die Zusammenarbeit mit Clough fort und überzeugte ihn zu einem Wechsel zu Brighton & Hove Albion, die zu dieser Zeit lediglich in der dritten Liga spielten. Nach einer erfolglosen Saison wechselte Brian Clough eine Spielzeit später als Trainer zu Leeds United, einem der damals erfolgreichsten Vereine der englischen Liga. Leeds sehr erfolgreicher Trainer Don Revie war neuer Trainer der englischen Nationalmannschaft geworden und der Vorstand entschied sich ausgerechnet für den größten Kritiker des alten Trainers. Seine Amtszeit in Leeds dauerte dabei nur insgesamt 44 Tage; die Spieler hatten ihm die Anwürfe gegenüber Trainer Don Revie und die Spieler aus der Vergangenheit übel genommen. Auch aktuelle Spieler von Leeds wie Billy Bremner, Norman Hunter und Johnny Giles kamen mit Clough nicht zurecht und nach einem Fehlstart mit nur einem Sieg nach sechs Spielen wurde Clough entlassen. Peter Taylor hatte diese Entwicklung befürchtet und sich gegen einen Wechsel nach Leeds entschieden. Er blieb in Brighton und führte den Verein in den kommenden beiden Jahren als Cheftrainer. In der Saison 1975/76 erreichte er mit seiner Mannschaft einen vierten Tabellenplatz in der Third Division und verpasste nur knapp den Aufstieg in die zweite Liga. Nach der Saison entschied sich Taylor zu einer erneuten Zusammenarbeit mit Brian Clough und folgte ihm zum englischen Zweitligisten Nottingham Forest.

## The Damned United
2009 entstand der britische Spielfilm The Damned United, in dem die Schauspieler Michael Sheen und Timothy Spall das Trainerduo darstellen. Der Film beschreibt die enge Zusammenarbeit zwischen Clough und Taylor bei Derby County, die Rivalität zu Don Revie und den Wechsel und das Scheitern von Brian Clough bei Leeds United. Bereits 2006 war unter dem Titel ein Roman von David Peace erschienen der dieses Thema behandelte. Durch den Roman und den Film entstand eine große öffentliche Diskussion über den Wahrheitsgehalt dieser veröffentlichten Geschichte. Viele Spieler und speziell die Familie der bereits verstorbenen Brian Clough und Peter Taylor äußerten sich sehr negativ.

## Nottingham Forest
Bereits im ersten gemeinsamen Jahr in der Saison 1976/77 gelang als Tabellendritter der Aufstieg in die Football League First Division 1977/78. In der folgenden Saison in der ersten Liga erreichte Taylor mit seiner Mannschaft den Gewinn der englischen Meisterschaft und zudem den Sieg im Liga-Pokal. In der folgenden Saison verpflichtete er den englischen Stürmer Trevor Francis für etwas über 1.000.000 Pfund und erreichte damit eine Rekordablösesumme im englischen Fußball. Francis konnte in seinem neuen Verein gleich überzeugen und erzielte im Finale des Landesmeistercup 1979 den Siegtreffer zum 1:0 gegen Malmö FF. Zudem gewann das Team erneut den Ligapokal durch ein 3:2 gegen den FC Southampton. Ein Jahr später verteidigte Forest seinen Titel im Landesmeister-Pokal mit einem 1:0 durch John Robertson im Finale in Madrid gegen den deutschen Meister Hamburger SV. Dies gelang bis heute keinem weiteren englischen Verein mehr.
Zwischen dem 26. November 1977 und dem 9. Dezember 1978 blieb Forest in saisonübergreifenden 42 Ligaspielen ohne Niederlage, ein Rekord der erst im August 2004, kurz vor Brian Cloughs Tod durch den FC Arsenal auf 49 Spiele gesteigert werden konnte. Nach dieser sehr erfolgreichen Zeit musste das Trainerduo das Team umstellen da Spieler wie Tony Woodcock, Peter Shilton und Martin O’Neill den Verein verließen. Nach der Saison 1981/82 beendete Taylor seine Tätigkeit in Nottingham und kündigte seinen Ausstieg aus dem Trainergeschäft an. Entgegen dieser Aussage übernahm er jedoch sechs Monate später den Trainerposten bei seinem ehemaligen Verein Derby County. Im Januar 1983 schaltete er mit seinem neuen Team Nottingham Forest in der dritten Runde des FA Cup mit 2:0 aus. Nach einem Mittelfeldplatz in der zweiten Liga der Saison 1982/83, stieg Derby 1983/84 in die dritte Liga ab. Taylor war bereits vor Saisonende vom Vorstand entlassen worden.
Seine Freundschaft mit Brian Clough fand 1983 ein jähes Ende, als Taylor John Robertson von Forest verpflichtete, ohne dies vorher Clough mitzuteilen. Das Zerwürfnis war bis zum Tod von Peter Taylor im Oktober 1990 nicht beseitigt worden. Taylor verstarb im Alter von nur 62 Jahren im Urlaub auf Mallorca. Als Clough vom Tod seines langjährigen Weggefährten erfuhr, brach er in Tränen aus. Seine 1994 erschienene Biographie widmete er Taylor.

## Erfolge
- Europapokal der Landesmeister: 1979, 1980
- UEFA Super Cup: 1979
- Englischer Meister: 1972, 1978
- Englischer Ligapokalsieger: 1978, 1979
- Charity-Shield-Sieger: 1978